# Seznam evroposlancev iz Luksemburga
Seznam evroposlancev iz Luksemburga je krovni seznam.

## Seznami
- seznam evroposlancev iz Luksemburga (1973-1979)
- seznam evroposlancev iz Luksemburga (1979-1984)
- seznam evroposlancev iz Luksemburga (1984-1989)
- seznam evroposlancev iz Luksemburga (1989-1994)
- seznam evroposlancev iz Luksemburga (1994-1999)
- seznam evroposlancev iz Luksemburga (1999-2004)
- seznam evroposlancev iz Luksemburga (2004-2009)
- seznam evroposlancev iz Luksemburga (2009-2014)
- poimenski seznam evroposlancev iz Luksemburga